# 漢納島
漢納島（英語：Hannah Island）是南極洲的島嶼，位於瑪麗伯德地，屬於馬歇爾群島的一部分，美國地質調查局根據測量和美國海軍拍攝的空中照片繪入地圖，現時由南極條約體系管理。